# Rhinaspis aenea
Rhinaspis aenea är en skalbaggsart som beskrevs av Gustaf Johan Billberg 1820. Rhinaspis aenea ingår i släktet Rhinaspis och familjen Melolonthidae. Inga underarter finns listade i Catalogue of Life.